# 于丹
于 丹（う たん、1965年6月28日 - ）は、中華人民共和国の作家、孔子研究者。現在は北京師範大学の教授。

## 生平
- 1965年6月28日、北京市に生まれた。父は于廉（当時は中華書局副総経理）[3]。
- 北京第四中学を卒業した後、北京職業技術師範学院（現北京聯合大学）に現役合格し入学。後北京師範大学碩士・博士課程修了。
- 2006年、中国中央テレビの番組「百家講壇」で『于丹論語心得』というシリーズレクチャーの講師を務めた。
- 現在は北京師範大学文化創新および伝播研究院の院長、北京師範大学芸術とメディア学院の副院長を務める。

## 著書
- 『形象品牌競争力——電視包装実戦攻略』（中国広播電視出版社、2006年）
- 『于丹論語心得』（中華書局、2006年、日本語版『論語力』）
- 『于丹荘子心得』（中国民主法制出版社、2007年）
- 『于丹・遊園驚夢——崑曲芸術審美之旅』（中華書局、2007年）
- 『従星空到心霊——易中天于丹演講對談録』（江蘇文芸出版社、2007年）
- 『発現你的心霊』（重慶出版社、2007年）
- 『于丹論語感悟』（中華書局、2008年）
- 『于丹趣品人生』（中信出版社、2011年）
- 『于丹：重温最美古詩詞』（北京聯合出版公司、2012年）
- 『閲読経典 感悟成長』（中華書局、2009年）
- 『跟于丹老師一起読最美古詩詞』（北京聯合出版公司、2013年）